# Nychiodes albida
Nychiodes albida är en fjärilsart som beskrevs av Eugen Wehrli 1929. Nychiodes albida ingår i släktet Nychiodes och familjen mätare. Inga underarter finns listade i Catalogue of Life.